# Dona Lenita
Lenita Lina do Nascimento (Conde, 09 de abril de 1940 — abril de 2015), Dona Lenita, foi uma mestra, cantadora, musicista, rezadeira, agricultora e figura importante na luta de resistência quilombola na Paraíba.

## Biografia
Dona Lenita sempre reafirmou tradições afro-brasileiras nos quilombos de Gurugi e Ipiranga - onde residia. Foi Mestra da Cultura Popular Viva, reconhecida pelo Ministério da Cultura, no coco de roda Novo Quilombo, grupo que ela mesma fundou. Dona Lenita dançava, cantava, compunha e repassava ensinamentos aos novos integrantes. O coco era uma tradição familiar, Dona Lenita teria aprendido com seu pai. Realizava e idealizava a Festa do Coco, na comunidade quilombola Ipiranga, onde se apresentava e atendia moradores e turistas, atuando como rezadeira e cantadora de incelenças. Também era agricultura, cultivando inhame, macaxeira, milho, feijão, e mandioca nas imediações do quilombo - que consumia com sua família uma parte e vendia a outra. Foi presidente da Associação dos Agricultores de Barra de Gramame, em 1987 e 1993. Também foi membro da CPT (Comissão Pastoral da Terra), que lutava pela reforma agrária no Conde. Concorreu a prefeitura da cidade do Conde pelo Partido dos Trabalhadores, em 1988. 